# Fatimetou Mint Khatry
Fatimetou Mint Khatry, née le 28 novembre 1964 à Djiguenni, est une femme politique et une économiste mauritanienne.

## Carrière
Fatimetou Mint Khatry possède une maîtrise en économie à l'université de Nouakchott, est diplômée de l'Institut national de statistique et d'économie appliquée de Rabat, et poursuit un master en économie, monnaie et crédit à l'université de Nouakchott. Elle est directrice générale adjointe à la Société nationale d'import-export SONIMEX de 2003 à 2007.
De 2007 à 2008, elle est ministre chargée de la Promotion féminine, de l'enfance et de la famille. À la suite du coup d'État de 2008 en Mauritanie, elle quitte le gouvernement en protestation, avec huit autres ministres du gouvernement de Yahya Ould Ahmed El Waghef.
Elle est députée à l'Assemblée nationale de 2018 à 2021.
Elle devient ensuite Commissaire à la sécurité alimentaire.